# Maximilian Schachmann
Maximilian Schachmann (født 9. januar 1994 i Berlin) er en professionel cykelrytter fra Tyskland, der er på kontrakt hos World Tour-holdet Soudal Quick-Step.

## Meritter
2011
2. plads, Linjeløb, nationale mesterskaber i landevejscykling for juniorer
2012
3. plads,  VM i enkeltstart for juniorer
9. plads, EM i enkeltstart for juniorer
2013
9. plads, EM i enkeltstart for U23
2014
2. plads, Enkeltstart, nationale mesterskaber for U23
5. plads, VM i enkeltstart for U23
5. plads, EM i enkeltstart for U23
2015
2. plads,  VM i enkeltstart for U23
3. plads, EM i enkeltstart for U23
8. plads samlet, Tour de Berlin
2016
1. plads,  Enkeltstart, nationale mesterskaber for U23
1. plads samlet,  Tour Alsace
1. plads,  Ungdomskonkurrencen
1. plads, 3. etape
2. plads  VM i enkeltstart for U23
2. plads samlet, Tour de Berlin
3. plads samlet, Le Triptyque des Monts et Châteaux
7. plads samlet, Giro della Valle d'Aosta
1. plads, 3. etape
2017
Nationale mesterskaber i landevejscykling
4. plads, Enkeltstart
5. plads, Linjeløb
4. plads samlet, Ster ZLM Toer
10. plads, Le Samyn
2018
1. plads,  Holdtidskørsel, VM i landevejscykling
Giro d'Italia
1. plads, 18. etape
Havde  efter 1.–5. etape
1. plads, 6. etape, Catalonien Rundt
2. plads, Classic Sud-Ardèche
3. plads,  EM i enkeltstart
3. plads samlet, Tyskland Rundt
1. plads, 2. etape
4. plads, Enkeltstart, nationale mesterskaber i landevejscykling
4. plads samlet, BinckBank Tour
7. plads samlet, Volta ao Algarve
8. plads, La Flèche Wallonne
2019
1. plads,  Linjeløb, nationale mesterskaber i landevejscykling
1. plads, GP Industria & Artigianato di Larciano
1. plads, 5. etape, Catalonien Rundt
3. plads, Liège-Bastogne-Liège
5. plads, Amstel Gold Race
5. plads, La Flèche Wallonne
10. plads samlet, Baskerlandet Rundt
1. plads,  Pointkonkurrencen
1. plads, 1. (ITT), 3. & 4. etape
10. plads samlet, Tour of California
2020
1. plads samlet,  Paris-Nice
1. plads, 1. etape, Paris-Nice
2. plads samlet, Volta ao Algarve
2021
1. plads samlet,  Paris-Nice